# Ilex dasyphylla
Ilex dasyphylla är en järneksväxtart som beskrevs av Elmer Drew Merrill. Ilex dasyphylla ingår i släktet järnekar, och familjen järneksväxter. Inga underarter finns listade i Catalogue of Life.